# Henry Taylor Blow

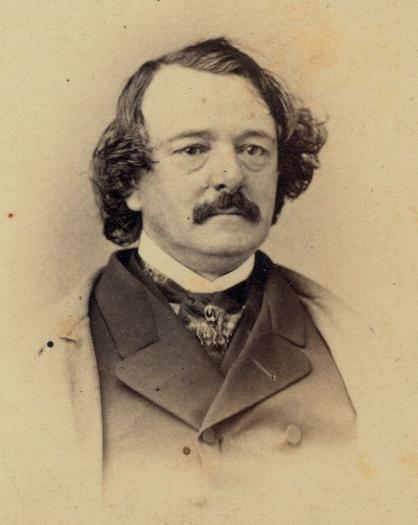
Henry Taylor Blow

Henry Taylor Blow (* 15. Juli 1817 im Southampton County, Virginia; † 11. September 1875 in Saratoga, New York) war ein US-amerikanischer Diplomat und Politiker. Zwischen 1863 und 1867 vertrat er den Bundesstaat Missouri im US-Repräsentantenhaus.

## Werdegang
Im Jahr 1830 kam Henry Blow aus Huntsville in Alabama, wohin seine Familie zwischenzeitlich gezogen war, nach St. Louis in Missouri, wo er bis 1831 an der Saint Louis University studierte. Seine Eltern waren die Besitzer des Sklaven Dred Scott, der durch die historische Gerichtsentscheidung Dred Scott v. Sandford bekannt wurde. Aus finanziellen Gründen musste Blow sein Studium abbrechen. Später verdiente er sein Geld durch den Verkauf von Farben. Danach stieg er in das Bleiminengeschäft ein, durch das er es zu einem gewissen Reichtum brachte. Gleichzeitig begann er eine politische Laufbahn. Zwischen 1854 und 1858 saß er im Senat von Missouri. Im Fall von Dred Scott war er ein Gegner des Urteils des Obersten Bundesrichters Roger B. Taney. Er unterstützte die Forderung Scotts nach dessen Freilassung. Henry Blow war ein Anhänger der Union und wurde im Juni 1861 von Präsident Abraham Lincoln zum Botschafter der Vereinigten Staaten in Venezuela ernannt. Diesen Posten bekleidete er bis zum 22. Februar 1862, jedoch ohne sich bei der Regierung Venezuelas zu akkreditieren.
Bei den Kongresswahlen des Jahres 1862 wurde Blow als Unionist im zweiten Wahlbezirk von Missouri in das US-Repräsentantenhaus in Washington, D.C. gewählt, wo er am 4. März 1863 die Nachfolge von James S. Rollins antrat, der in den neunten Distrikt wechselte. Nach einer Wiederwahl konnte Blow bis zum 3. März 1867 zwei Legislaturperioden im Kongress absolvieren. Diese waren von den Ereignissen des Bürgerkrieges und dessen Folgen geprägt. Seit 1865 vertrat er die Republikanische Partei im Kongress. Dort erlebte er den Konflikt zwischen seiner neuen Partei und Präsident Andrew Johnson. Im Jahr 1865 wurde der 13. Verfassungszusatz ratifiziert. Blow war Mitglied in einem Ausschuss, das den 14. Verfassungszusatz vorbereitete, der im Jahr 1868 rechtskräftig wurde.
Im Jahr 1866 verzichtete Blow auf eine erneute Kandidatur. Nach seinem Ausscheiden aus dem US-Repräsentantenhaus nahm er seine früheren Tätigkeiten wieder auf. Zwischen 1869 und 1871 war er als Nachfolger von James Watson Webb amerikanischer Botschafter in Brasilien; in den Jahren 1874 und 1875 gehörte er der Verwaltung des Bundesbezirks District of Columbia an. Er starb am 11. September 1875 in Saratoga und wurde in St. Louis beigesetzt. Henry Blow war mit Minerva Grimsley (1821–1870) verheiratet, mit der er sechs Kinder hatte, darunter die Tochter Susan Blow (1843–1916), die den ersten erfolgreichen öffentlichen Kindergarten in den Vereinigten Staaten eröffnete.